# Покровский поселковый совет
Покровский поселковый совет (укр. Покровська селищна рада) — входит в состав
Покровского района
Днепропетровской области
Украины.
Административный центр поселкового совета находится в 
пгт Покровское.

## История
- 1921 — дата образования.

## Населённые пункты совета
- пгт Покровское
- с. Водяное
- с. Гапоно-Мечетное
- с. Зелёная Долина
- с. Левадное
- с. Отришки
- с. Петриков
- с. Романки
- с. Скотоватое
- с. Старокасьяновское
- с. Черненково

## Ликвидированные населённые пункты совета
- с. Раздолье